# Juanes

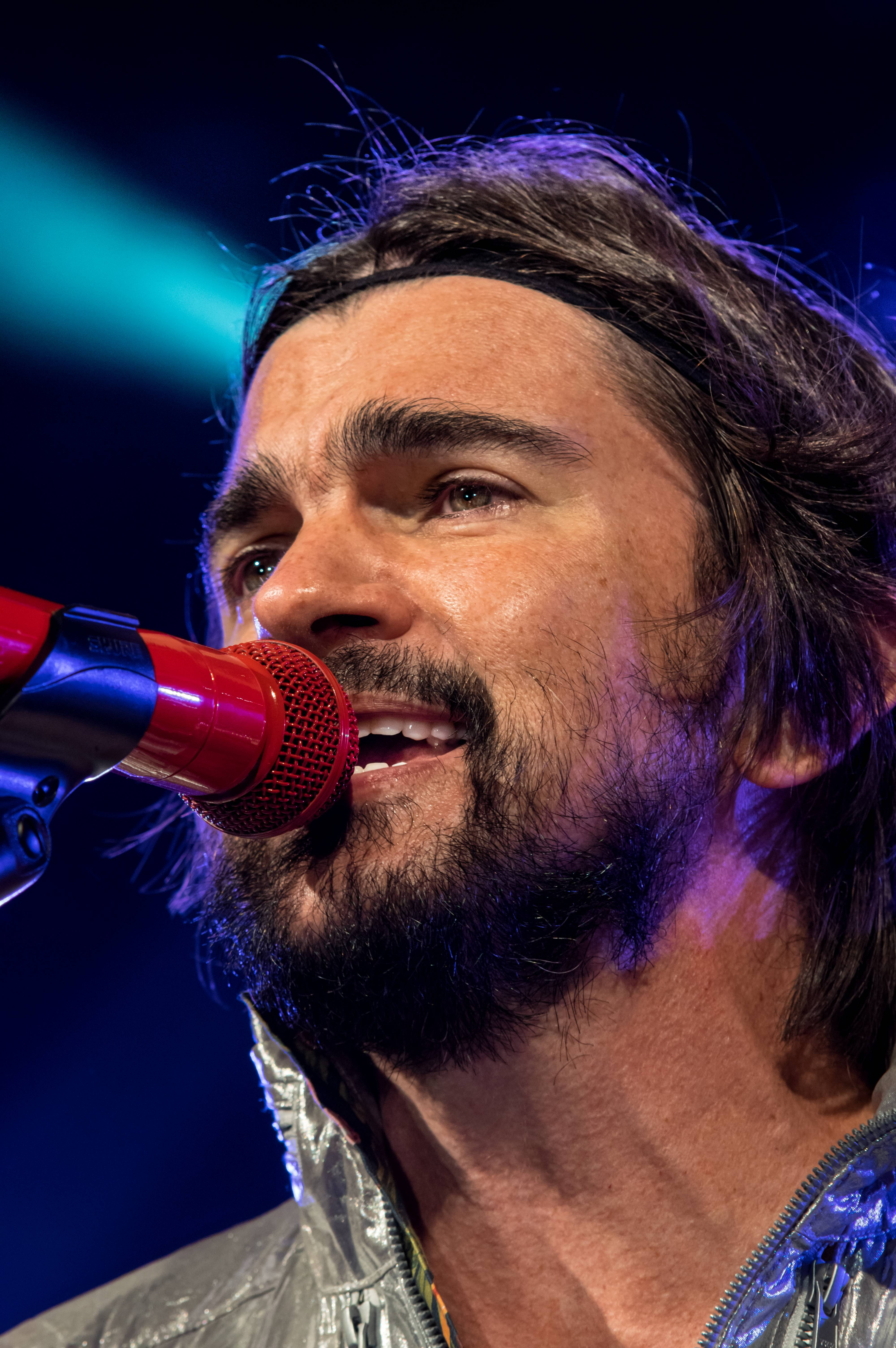
Zelt-Musik-Festival 2015 i Freiburg im Breisgau, Tyskland.

Juan Esteban Aristizábal Vásquez, känd under sitt artistnamn Juanes, född 9 augusti 1972 i Carolina del Príncipe i Antioquía, Colombia, är en colombiansk singer-songwriter som räknas till en av de större latinoartisterna med över 15 miljoner sålda skivor. När han var ung började hans far kalla honom Juanes, vilket är en sammandragning av hans två första namn.
När Juanes var femton år bildade han och tre andra hårdrocksgruppen Ekhymosis, men efter tio år tillsammans och fem utgivna skivor beslöt sig medlemmarna för att gå skilda vägar. Juanes reste 1998 till Los Angeles för att pröva sin lycka som soloartist. Där kom han i kontakt med producenten Gustavo Santaolalla. År 2000 debuterade Juanes som solo-artist med skivan ”Fíjate bien”. Skivan gav honom tre Latin Grammys, varav en för bästa nykomling. Senare släppte han "Una día Normal" som gav honom fem Latin Grammys.

## Diskografi
- 2000 – Fijate bien
- 2002 – Un día normal
- 2004 – Mi sangre
- 2007 – La Vida... es un ratico
- 2010 – P.A.R.C.E.
- 2012 – Juanes MTV Unplugged
- 2014 – Loco de amor